# أماني بلور
أماني محمد بلُّور (مواليد 1987) طبيبة أطفال سورية المولد وداعية لحقوق المرأة والطفل. صُورت قصتها في الفيلم الوثائقي «الكهف» الذي ترشح لجائزة الأوسكار، والذي يدور عن صراعات إدارة مستشفى تحت الأرض خلال الحرب الأهلية السورية.

## حياتها المبكرة
ولدت بلور ونشأت في الغوطة الشرقية. وهي الأصغر بين شقيقين وثلاث شقيقات. تزوجت شقيقاتها وأصبحن ربات بيوت في سن مبكرة؛ كانت أكبرهن في الخامسة عشرة من عمرها. أما بلور، فقد أرادت تحقيق المزيد، فاستمرت في إكمال تعليمها.

## تعليمها
لطالما أرادت بلور أن تصبح مهندسة، لذا درست الهندسة الميكانيكية في جامعة دمشق على الرغم من تعرضها للقيل والقال من الآخرين وتلقيها معارضة من عائلتها بسبب التوقعات القائمة على النوع الاجتماعي. رفضت عائلتها، وخاصة والدها، مساندتها حتى تحولت في النهاية لدراسة طب الأطفال. وعندما أنهت دراستها الطبية العامة في نفس الجامعة في 2012، بدأت في دراسة طب الأطفال حتى تركتها على الفور لمساعدة ضحايا الحرب الأهلية السورية.

## إنقاذ الأرواح خلال الحرب
اضطرت بلور إلى التخلي عن دراستها وهي في الرابعة والعشرين من عمرها، عندما استدعها الجيران لعلاج صبي يبلغ من العمر 12 عاماً. كان الصبي ضحية محاولة الحكومة قمع التجمعات. حينها كان يمر أثناء الاحتجاج وأصيب برصاصة في رأسه. كانت أسرة الصبي قلقة من أن تحتجزهم السلطات إذا ذهبوا به إلى المستشفى، فأحضروه إلى بلور بدلاً من ذلك. لكن الصبي كان قد مات بالفعل عندما وصلوا.
بدأت بلور العمل كمتطوعة في مستشفى قريب من معقل الثوار في الغوطة. لم يكن بها سوى عدد قليل من الأطباء، وكان هناك طبيبان بدوام كامل فقط مثلها. كان الهدف من المستشفى أن يكون مركزاً طبياً كبيراً من ستة طوابق، وكان قيد الإنشاء خلال تلك الفترة. عمل المستشفى على الرغم من هجمات الحكومة المتكررة، حتى نجحت السلطات في السيطرة على المنطقة. قررت بلور مع ثلاثة عشر طبيباً آخر مواصلة العمل تحت الأرض أسفل المبنى غير المكتمل. عُرفت العيادة السفلية في النهاية باسم الكهف؛ ظهر المزيد من المتطوعين الطبيين مع ازدياد شعبيتها. ازدهر المستشفى رغم الحصار. في بعض الأحيان، كانوا قادرين على استخدام المخزونات الطبية المهربة التي تدفعها المنظمات غير الحكومية الدولية والمحلية والمعدات المأخوذة من المستشفيات المدمرة الأخرى.
لم تكن بلور جراحة رضوخ، ولكن مع تدفق الجرحى وسط الحرب الأهلية السورية، اضطر الأطباء في الكهف إلى علاج الجرحى على الرغم من أن معاناتهم لم تكن من اختصاصهم. وتتذكر بلور أنها عالجت ضحايا فقدوا أطرافهم وضحايا هجمات كيماوية كانوا يختنقون في المستشفى تحت الأرض. قصفت الحكومة المستشفى عدة مرات. كانت تحتفظ بمجلات مفصلة عن الأيام والهجمات.
انتُخبت بلور وترقت إلى منصب مدير المستشفى، عندما كانت تبلغ من العمر 29 عاماً في 2016. أصبحت السيدة الأولى والوحيدة التي تدير مستشفى في سوريا. وظلت تدير المستشفى حتى قمع نظام الأسد آخر مقاومة في الغوطة في 2018. منذ ذلك الحين، هُجرت بلور وأُجبرت على الفرار من سوريا. وقضت بعض الوقت تعيش في مخيم للاجئين في تركيا.
حصلت أماني بلور على جائزة راؤول فالنبرغ لعام 2020 المقدمة من مجلس أوروبا لدورها في إنقاذ أرواح المئات من المصابين. ظهرت بلور في إحدى جلسات مجلس الأمن في 29 مارس 2021، اتهمت فيها النظام السوري باستخدام السلاح الكيماوي.

## وصلات خارجية
- أماني بلور- تويتر